# Fluoroalanin
Fluoroalanin je agonist NMDA receptora.